# Sint-Eligiuskapel (Tombroek)

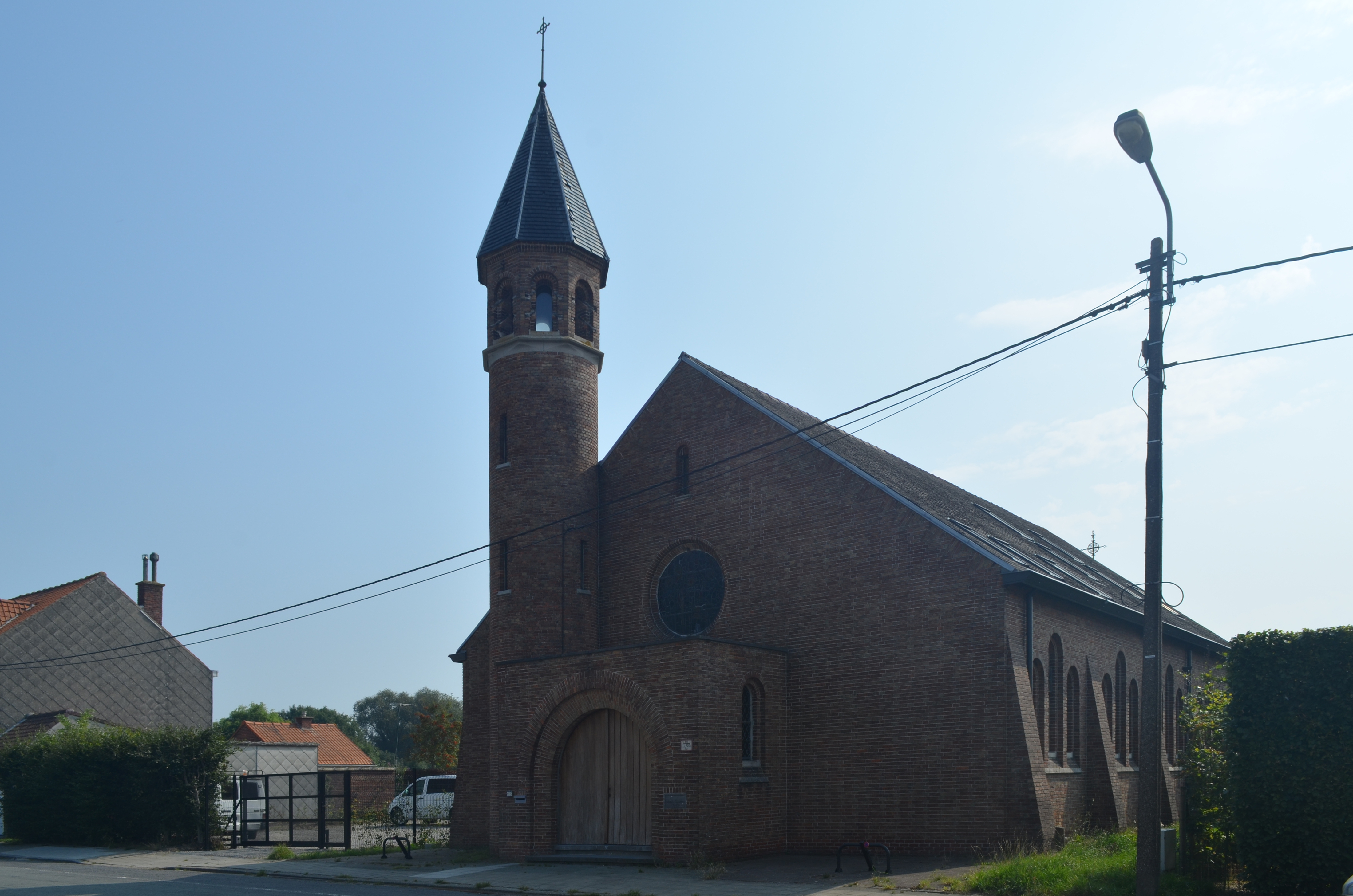
Sint-Eligiuskapel

De Sint-Eligiuskapel (Frans: Chapelle Saint-Eloi) is een voormalig kerkgebouw in het tot de Henegouwse gemeente Moeskroen behorende plaatsje Tombroek, gelegen aan de Tombrouckstraat.
Deze hulpkerk, die juist ten zuiden van de taalgrens is gelegen, werd gebouwd in 1950 naar ontwerp van Marcel Hocepied, en in 1951 werd hij in gebruik genomen.
In 2017 werd het kerkje onttrokken aan de eredienst en omgebouwd tot een Bed & Breakfast.
Het is een eenvoudig bakstenen zaalkerkje met links voor de gevel een merkwaardig rond en slank klokkentorentje.